# Gland (Yonne)
Gland é uma comuna francesa na região administrativa de Borgonha-Franco-Condado, no departamento de Yonne. Estende-se por uma área de 14 km². Em 2010 a comuna tinha 47 habitantes (densidade: 3,4 hab./km²).